# HalloHallo
HalloHallo (Originaltitel: Hallåhallå) ist ein schwedischer Film von Maria Blom. Der Film hatte seine Premiere am 26. Januar 2014 beim Göteborg International Film Festival und startete in Schweden regulär am 7. Februar 2014. Der Kinostart in Deutschland war am 19. November 2015.

## Handlung
Eben noch waren Disa und Laban ein glückliches Ehepaar, im nächsten Augenblick steht Disa, Mitte 40, mit ihren Kindern allein da, weil Laban sie für eine neue Liebe und eine neue Zukunft sitzen ließ. Dabei tut sich Disa ohnehin schwer, ihr eigenes Leben zu leben; die Krankenschwester steckt in der Sackgasse und denkt zu oft an andere und zu wenig an sich. Nur beim Kampfsport kann sie ganz sie selbst sein. Als sie den unkonventionellen, alleinerziehenden, siebenfachen Vater Kent kennenlernt, gelingt es ihr mit seiner Hilfe, aus ihrem Trott auszubrechen. Er zeigt ihr, wie man sein Leben genießt und sich zuerst um die eigenen Bedürfnisse kümmert.

## Kritik
Der Filmdienst urteilt, die Komödie skizziere „mit warmherzigem Galgenhumor ein psychologisch fein austariertes Porträt, das vor Pathos und großen Gefühlen nicht zurückschreckt, aber auch Platz für Slapstick und sozialkritische Töne lässt“. Getragen „wird der Film von seiner glänzenden Hauptdarstellerin, die die Atmosphäre zwischen Tragik und Komik wunderbar ausbalanciert“.

## Auszeichnungen
Der Film gewann beim Filmfest Hamburg 2014 den Publikumspreis sowie bei den Nordischen Filmtagen Lübeck 2014 den Publikumspreis der Lübecker Nachrichten.